# Stefanaq Pollo
Stefanaq Pollo, född den 7 februari 1923, död den 15 maj 1997, var en albansk forskare och historiker. Han studerade historia i Sovjetunionen, arbetade som lärare och var chefredaktör för kommunisttidningarna Zëri i Rinisë och Bashkimi. Han var även direktör för Vetenskapsakademiens historiska institut i 35 års tid. Han var medförfattare till bland annat standardverken om Albaniens och albanernas historia: Historia e Popullit Shqiptar och Historia e Shqipërisë (utgivna i Tirana, 1965–1967 respektive 1983-1984.)